# Celso Sabino
Celso Sabino de Oliveira (Belém, 29 de agosto de 1978) é um administrador, advogado e político brasileiro, filiado ao União Brasil (UNIÃO) e atual ministro do Turismo do Brasil. É deputado federal pelo Pará, encontrando-se licenciado.

## Biografia
Nascido na capital paraense, filho de Cipriano Sabino de Oliveira e Fátima Sabino de Oliveira, Celso Sabino trabalhou, desde os 14 anos de idade, na empresa Sabino Oliveira Comércio e Navegação (Sanave), fundada e presidida por Cipriano, que foi gerente de navegação e operações durante os anos de 1996 e 2002. Passou em diferentes cargos pela empresa, como office boy, almoxarifado, atendente de compras, na própria navegação e no serviço de embarque e desembarque.
Pai de cinco filhos, o deputado casou-se pela segunda vez com Érika Sabino de Oliveira[carece de fontes?], declarando-se como cristão e evangélico praticante.
Concluiu o ensino médio no Colégio Marista Nossa Senhora de Nazaré, em Belém, elegendo-se presidente do Grêmio Estudantil com aproximadamente 1 300 votos. Nesta mesma época, também chegou a presidente da Juventude do Partido Progressista.
Graduou-se em administração pela Universidade da Amazônia (UNAMA), e em direito pelo Centro Universitário do Pará (CESUPA). Além disso, possui pós-graduação em Controladoria, Auditoria e Gestão Financeira, pela Fundação Getúlio Vargas (FGV) e concluiu o curso de aperfeiçoamento em Gestão Pública Tributária, pela Escola de Administração Fazendária (ESAF).  Foi aprovado no exame da Ordem dos Advogados do Brasil (OAB) e finalizou, em 2017, o doutorado em Ciências Jurídicas e Sociais, na Universidad del Museo Social Argentino (UMSA), na Argentina.
Aos 22 anos, foi aprovado no concurso para auditor fiscal na Secretaria da Fazenda do Estado do Pará (SEFA/PA) e recebeu licença para exercer o cargo de deputado federal em 2018.

## Trajetória política
Em 2010, elegeu-se como deputado estadual suplente em Belém e obteve 19.140 votos nas eleições daquele ano, assumindo sua posição em fevereiro de 2011 pelo Partido da República (PR), com a nomeação de Júnior Hage na Secretaria Estadual na Secretaria de Trabalho, Emprego e Renda na gestão de Simão Jatene. Em março de 2012, assumiu o cargo de Secretário Estadual na Secretaria de Trabalho, Emprego e Renda (Seter) no lugar de Hage, obtendo o reconhecimento de sua gestão pela conquista do recorde de cursos ofertados; pela proposição de encaminhamento à novos empregos; e pela melhora na agilidade do atendimento, com a redução do tempo de espera nas filas para protocolar o seguro-desemprego; além disso, também participou da criação da Feira do Artesanato Mundial (FAM) e da implantação do projeto “Seter nos bairros”, que levou todos os serviços da secretaria para mais perto do cotidiano civil. Permaneceu no cargo até junho de 2013.
Em 2013, filiou-se ao Partido da Social Democracia Brasileira (PSDB). No mesmo ano, também assume a presidência do Instituto de Metrologia do Pará (IMETROPARA).
Em 2014 foi eleito Deputado Estadual pelo PSDB, exercendo novo mandato entre 2015 e 2018.
Em 2018, Celso Sabino foi eleito deputado na Câmara Federal, em Brasília, com 146 288 votos pelo PSDB e atuava, de março de 2019 até janeiro de 2021, como vice-líder do partido no Pará.
Em 2021, anuncia sua saída do PSDB após desavenças entre algumas alas do partido, principalmente por ser o relator da chamada "PEC da Impunidade". Até então, o parlamentar já havia se envolvido em polêmicas dentro do próprio partido, sobretudo em se alinhar as políticas do Governo Jair Bolsonaro, levando a abertura do processo de expulsão do partido. Em julho de 2023, Sabino negou ser bolsonarista.
Em 2022, foi eleito, por aclamação no dia 04/05, o novo presidente da Comissão Mista de Orçamento (CMO) na Câmara dos Deputados. Celso Sabino é o primeiro paraense a presidir a Comissão de Orçamento.
Em 14 de julho de 2023, foi nomeado pelo presidente Luiz Inácio Lula da Silva para o cargo de ministro do Turismo, sendo empossado no dia 3 de agosto.

## Posicionamentos
Em 2011, Celso Sabino foi um dos principais atuantes no processo de discussão sobre a separação do estado do Pará. O deputado, que se posicionou contra a divisão paraense entre os estados do Novo Pará, Tapajós e Carajás, presidiu a frente contra os Tapajós.
Aqueles que lutam pela separação alegam um abandono social por parte do governo, proveniente da distância física e política de regiões distantes de Belém. Em contrapartida, políticos contrários a divisão reiteram que a falta de qualidade nos índices da sociedade também são um problema em localidades próximas a capital, não sendo esse um argumento plausível e suficiente para separação. Além disso, os favoráveis também alertam para o sucesso da separação de outros estados, como o Tocantins, que apresenta bons índices sociais, como por exemplo, na educação. Celso Sabino rebate tal argumentação apontando as diferentes realidades entre os estados e dando exemplos de regiões como o Amapá, que apesar da separação, progrediu pouco em relação a qualidade de vida da sociedade.
Os políticos que se posicionaram contra a separação do Pará colocam, ainda, o aumento dos custos e salários que seriam gerados pela estruturação de novos governos; a parcialidade do mapa proposto em plebiscito, que não cumpre critérios técnicos ou culturais, estando sobre influência direta de interesses econômicos das grandes empresas de mineração, madeireiras e pecuaristas; e, a mudança que se estabeleceria no equilíbrio de poder entre as regiões do Brasil, já que os representantes de tais estados passariam a exercer maior influência no Congresso, mesmo que correspondessem a um número menor da população.
Diante de tais embates, o plebiscito sobre a divisão do estado do Pará, aprovado pelo Congresso em maio de 2011, levou a população paraense às urnas, com resultado positivo contrário à divisão. O resultado foi comemorado abertamente por Sabino e sua atuação em tais disputas resultou em uma movimentação negativa nas redes sociais durante a campanha eleitoral de 2018.

## Controvérsias
Filiado ao PSDB, o nome de Celso Sabino apareceu na lista de receptores de verba da organização Odebrecht (atual Novonor), investigada na operação Lava-Jato, referente às campanhas eleitorais de 2012 e 2014. Neste sentido, questionou-se a transparência das contas do partido, as quais não corroboraram para a identificação da proveniência do dinheiro, se concedido de forma legal ou como parte de propina.
Em 2021, foi um dos relatores da polêmica "PEC da Impunidade", que dificulta a prisão de políticos em crimes pegos em flagrante.

## Desempenho eleitoral
| Ano  | Eleição          | Candidato a       | Partido | Coligação                                                      | Votos   | %    | Resultado             |
| ---- | ---------------- | ----------------- | ------- | -------------------------------------------------------------- | ------- | ---- | --------------------- |
| 2010 | Estadual no Pará | Deputado estadual | PR      | sem coligação                                                  | 19.140  | 0,56 | Não eleito (suplente) |
| 2014 | Estadual no Pará | Deputado estadual | PSDB    | Pra frente Pará (PSDB, PSD, PTB, PP)                           | 39.929  | 1,08 | Eleito                |
| 2018 | Estadual no Pará | Deputado federal  | PSDB    | Todos pelo Pará (PSDB, DEM, PSB, PDT, Solidariedade, PPS, PMN) | 146.288 | 3,70 | Eleito                |
| 2022 | Estadual no Pará | Deputado federal  | UNIÃO   | sem coligação                                                  | 142.326 | 3,14 | Eleito                |